# كريس كيلسي
كريس كيلسي (بالإنجليزية: Chris Kelsey)‏ هو عازف جاز أمريكي، ولد في 5 يونيو 1961 في بانجور في الولايات المتحدة.

## وصلات خارجية
- كريس كيلسي على موقع ميوزك برينز (الإنجليزية)
- كريس كيلسي على موقع أول ميوزيك (الإنجليزية)
- كريس كيلسي على موقع ديسكوغز (الإنجليزية)